# Władimir Łazariewicz
Władimir Sałamanowicz Łazariewicz (ros. Владимир Саламанович Лазаревич; ur. 14 września 1882 w powiecie sokólskim, zm. 20 czerwca 1938 w Moskwie) – podpułkownik Sztabu Generalnego Armii Imperium Rosyjskiego, komdiw Armii Czerwonej .

## Życiorys
W latach 1903–1906 był słuchaczem Wileńskiej Szkoły Junkrów Piechoty, a w l. 1909-1912 − Nikołajewskiej Akademii Sztabu Generalnego. W czasie I wojny światowej podpułkownik.
W 1918 dobrowolnie wstąpił do Armii Czerwonej. Walczył w wojnie domowej 1918–1920 na stanowiskach: szef sztabu 4 Armii (listopad 1918 – marzec 1919), w Południowej Grupie Wojsk Frontu Wschodniego (marzec – maj 1919), dowódca 4 Armii (maj – listopad 1919). Uczestniczył w kontrnatarciu przeciwko wojskom gen. A. Kołczaka.
Od listopada 1919 do marca 1920 szef sztabu Frontu Zachodniego. Potem dowodził 3 Armią Frontu Zachodniego (czerwiec – październik 1920), 4 Armią Frontu Południowego (październik 1920 – luty 1921, m.in. podczas operacji perekopsko-czongarskiej). Brał udział w wojnie polsko-bolszewickiej 1920. Odznaczył się w walkach pod Warszawą. Zdołał ocalić swoje dywizje w walkach nad Wisłą. Nie spełnił oczekiwań w bitwie nad Niemnem. Podczas bitwy pod Krwawym Borem utracił łączność ze swoją armią, co w znacznej mierze zdecydowało o rozmiarach jej klęski w walkach pod Lidą.
Od lutego 1921 do stycznia 1922 dowódca Frontu Turkiestańskiego, kierował walką z kontrrewolucją basmaczów. W latach dwudziestych i trzydziestych na różnych stanowiskach  dowódczych i wykładowca, w tym w Wojskowej Akademii Inżynieryjnej Sił Powietrznych. W latach 1925–1927 komendant tej akademii. 23 listopada 1935 roku został mianowany komdiwem. Padł ofiarą wielkiej czystki stalinowskiej.
Odznaczenia: Order Czerwonego Sztandaru (dwukrotnie).